# Palouse (rivière)
Pour les articles homonymes, voir Palouse.
La Palouse (anglais : Palouse River) est un affluent de la Snake, et par son intermédiaire du fleuve Columbia. Située dans l'État de Washington et de l'Idaho aux États-Unis, elle mesure environ 230 kilomètres de long.
Son bassin versant couvre environ 8 555 kilomètres carrés. Le débit moyen annuel de la rivière est d'environ 17 mètres cubes par seconde.
Son canyon a été sculpté par les inondations de Missoula.
Les trappeurs francophones de la baie d'Hudson appelaient pelouse la région de hauts plateaux traversée par cette rivière, dont le sol était couvert d'herbes courtes faisant penser à des pelouses.
Pelouse, devenu Palouse, a été le nom donné à la rivière qui coule dans cette région, et est à l'origine du nom de la race des chevaux indiens aperçus ici pour la première fois : les appaloosas.